# Ferdinand von Rezniček

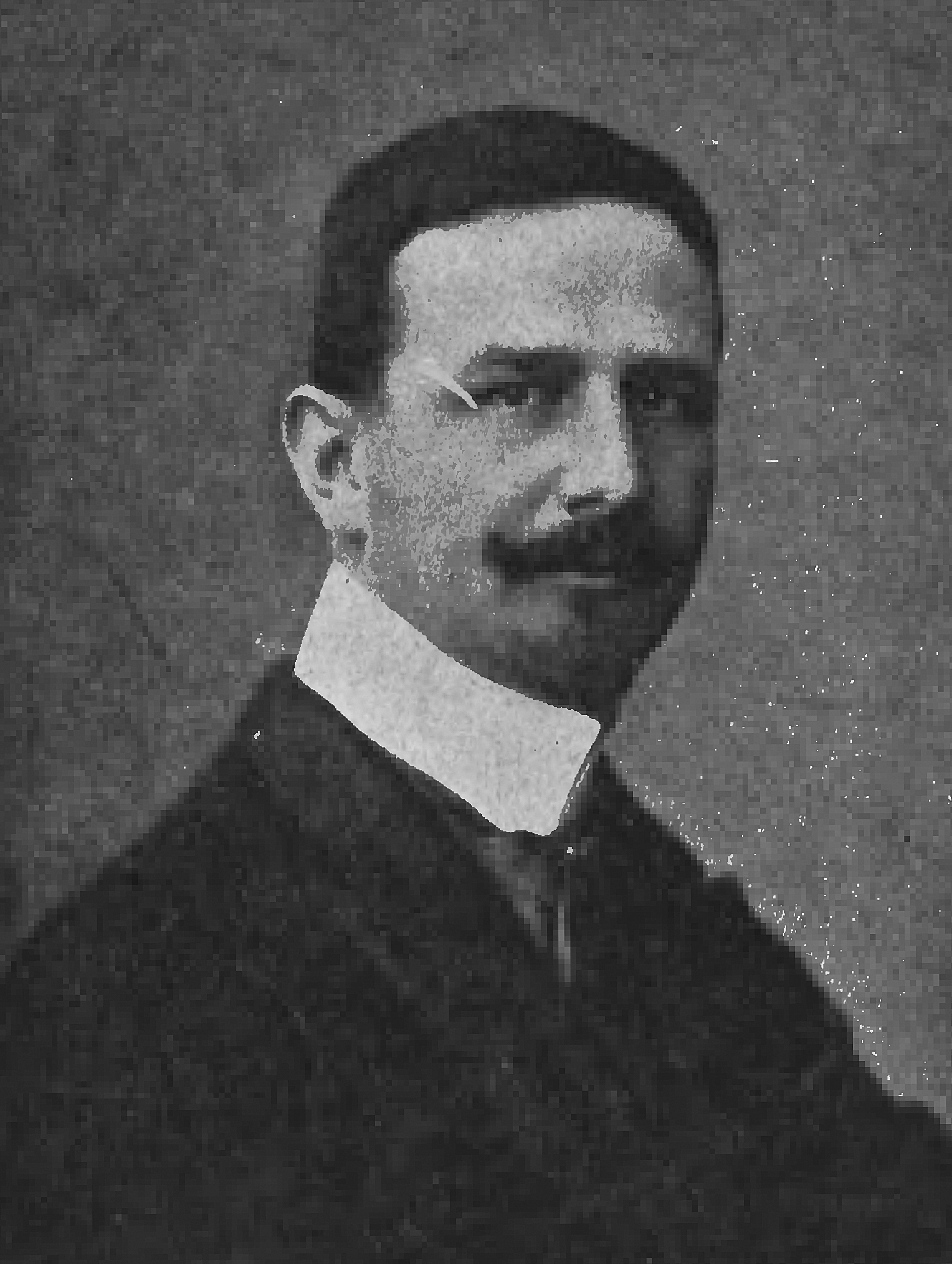
Ferdinand von Rezniček

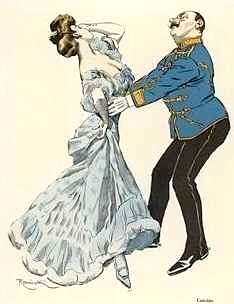
Ferdinand von Rezniček, Czardas-Tänzer. Aus „Simplicissimus“ 1906

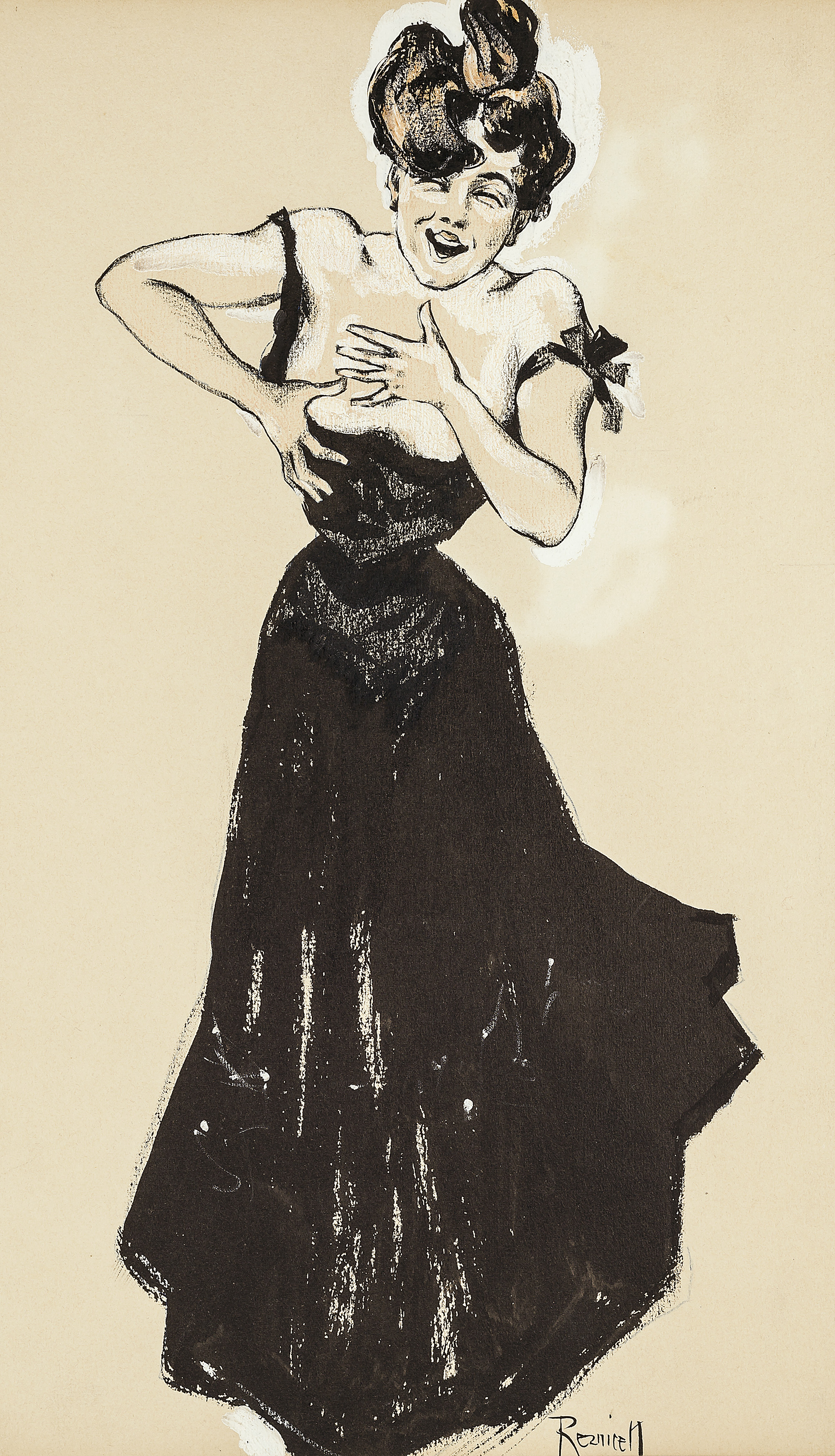
Ferdinand von Rezniček: Busen der Natur, 1901

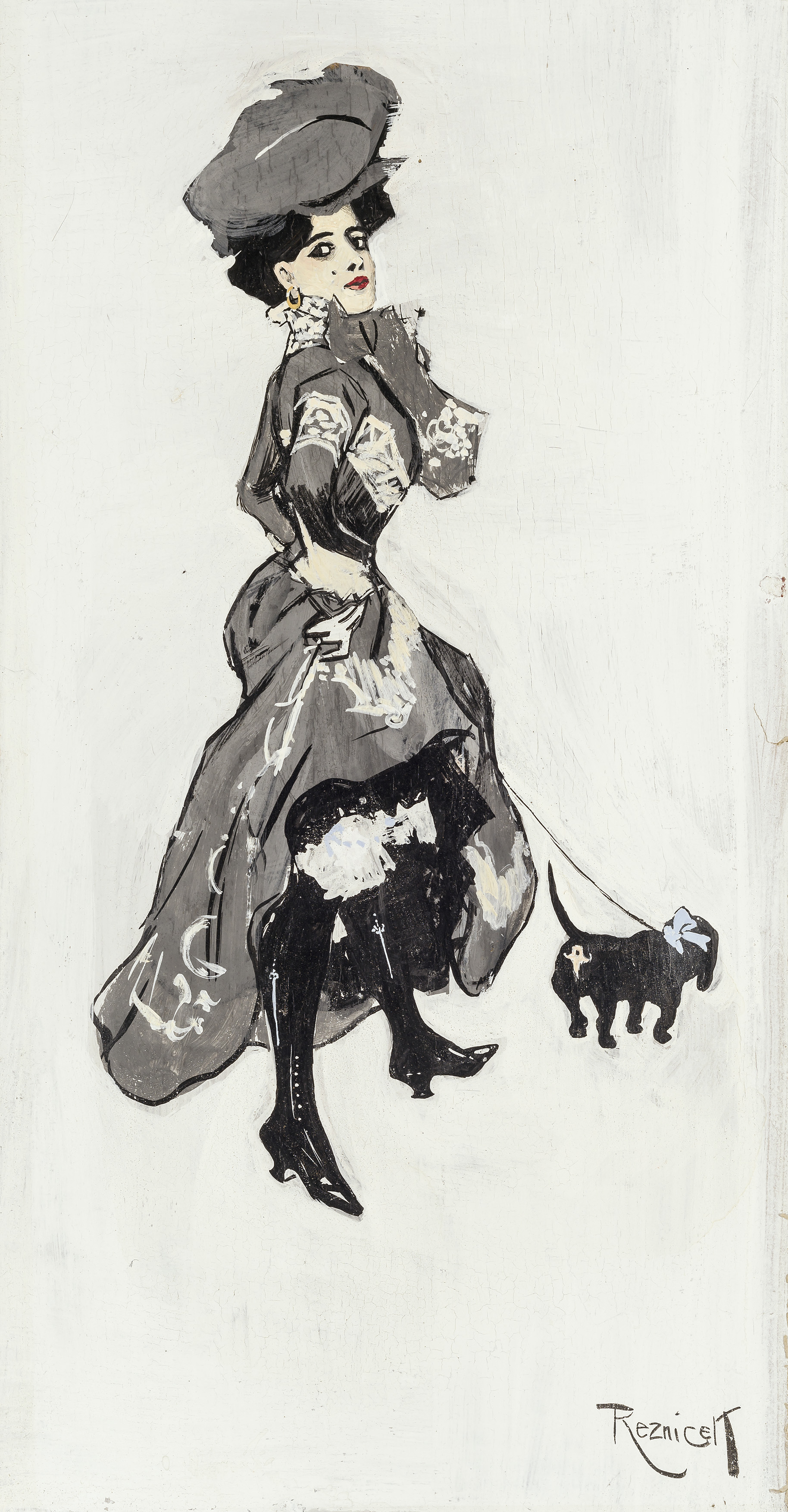
Originalzeichnung Ferdinand von Rezniček: Colombine, 1901

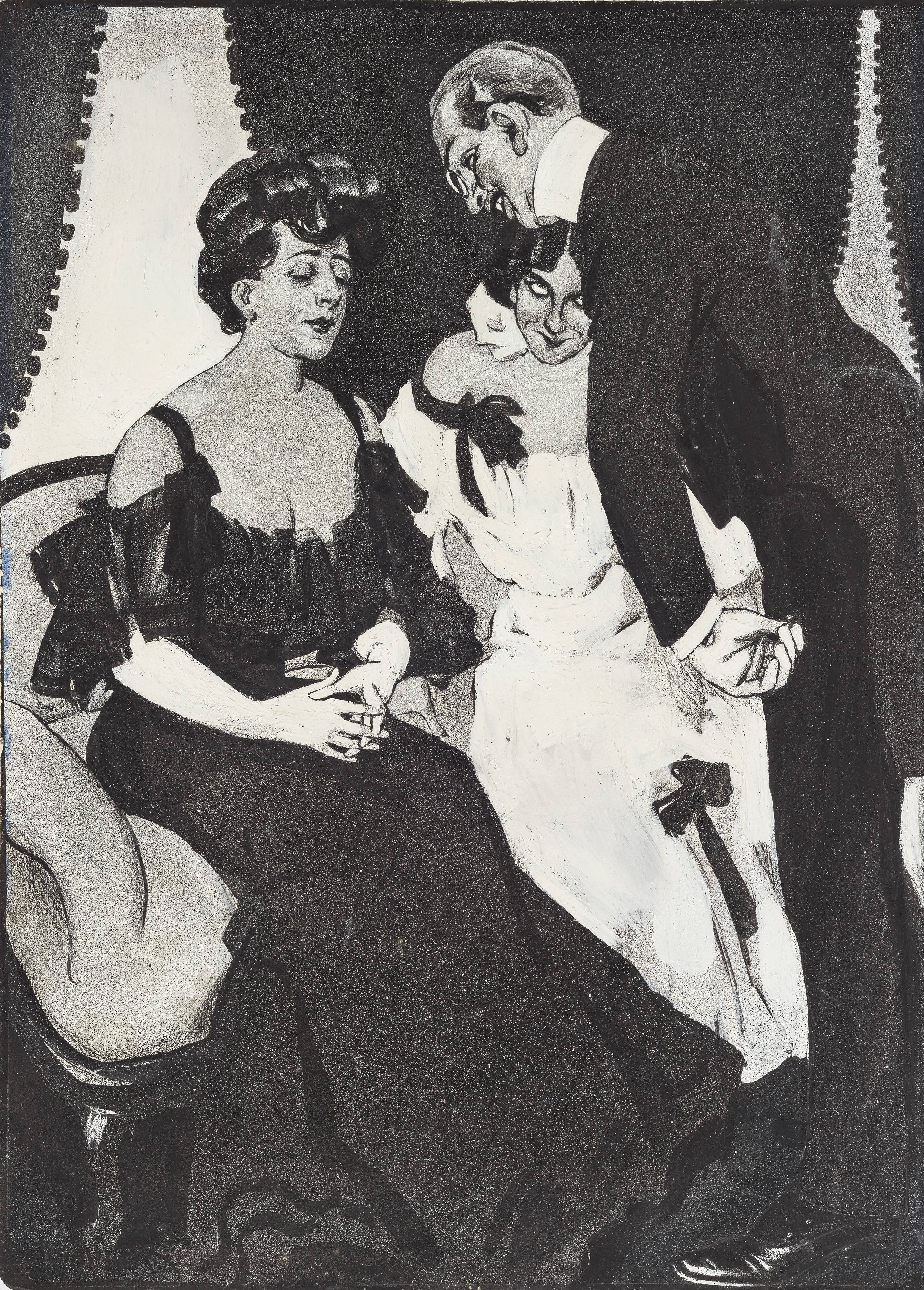
Die Witwe, 1904

Ferdinand Freiherr von Rezniček (deutsch häufig ohne č; * 16. Juni 1868 in Sievering bei Wien; † 11. Mai 1909 in München) war ein österreichischer Maler, Zeichner und Illustrator.

## Familie
Ferdinand von Rezniček wurde als Sohn des k.u.k. Feldmarschall-Lieutenant Josef Rezniček (1812–1886) und der aus einer siebenbürgischen Familie stammenden Hermine Conrad (1839–1878) geboren. Sein Vater wurde auf Grund seiner außerordentlichen militärischen Leistungen bereits am 4. Januar 1853 in Wien in den österreichischen Ritterstand und am 2. Januar 1860 mit Diplom (Adelsbrief) vom 1. Februar 1860 in Wien in den österreichischen Freiherrnstand erhoben worden war. Ferdinand von Rezniček war ein Halbbruder des Komponisten Emil Nikolaus Freiherr von Rezniček (1860–1945) und Enkel des aus Beraun stammenden Kapellmeisters Josef Resnitschek (1787–1848).

## Leben
Rezniček sollte wie sein Vater eine militärische Laufbahn einschlagen, wurde Offizier der Kavallerie, ging dann aber nach dem Tod des Vaters seinen künstlerischen Neigungen nach. 1888 begann er ein Studium bei Paul Hoecker an der Akademie der Bildenden Künste München mit Schwerpunkt Freiluftmalerei. Rezniček arbeitete zunächst als Gebrauchsgrafiker, später für die Zeitschriften Jugend, Simplicissimus und Fliegende Blätter. Er spezialisierte sich auf die Darstellung der eleganten, mondänen Welt, für die er einen liebevoll-kritischen Blick bewies. Seine großformatigen, farbigen Zeichnungen hatten stets einen Hauch zarter Erotik. Sie trugen maßgeblich zum Verkaufserfolg des Simplicissimus bei.

## Werk
„Reznicek zeigt in seinen Zeichnungen fast ausschließlich jugendliche elegante Frauen in duftigen feinen Kleidern und mit vornehmen, häufig auch recht geziert wirkenden Gesten. Diesen zarten, verspielt und kokett aussehenden Frauengestalten stellt er meist ziemlich plump wirkende, ältere, offensichtlich jedoch wohlbetuchte Männer kontrastierend gegenüber, entweder die Liebhaber oder die betrogenen Ehemänner. In einem seltenen Fall übernimmt eine Frau die gewichtige „fordernde“ Rolle, was entschieden komischer dargestellt wird als die lächerliche Rolle, die die alten Männer spielen. ... Da gibt es Frauen in phantastischen duftigen Ballroben, tanzende Paare und den Faschingsflirt – Motive und Themen, die Reznicek mit unnachahmlicher Leichtigkeit umzusetzen verstand. ... Reznicek hat für den „Simplicissimus“ ganz selten Akte gezeichnet. Die unbekleidete Frau war zu diesem Zeitpunkt, was ganz charakteristisch ist, noch kein „Simpl“-Thema – jedoch zeigt er häufig Frauen, von deren Schultern das Gewand im nächsten Augenblick herabzugleiten droht. ...  Der einheitliche Stil seiner Arbeiten und der einfach zugängliche, niemals fordernde oder gar schockierende Inhalt seiner Darstellungen ließen Reznicek in den vierzehn Jahren seiner Tätigkeit für den „Simplicissimus“ beim breiten Publikum zu einem der beliebtesten Mitarbeiter der Zeitschrift werden.“

Die besten Arbeiten des Künstlers erscheinen zusammengefasst in Alben und Mappen:
1902 Album Galante Welt
1906 Album Der Tanz
1907 Album Sie
1908 Album Unter vier Augen
1909 Album Verliebte Leute
Rezniček illustriert Romane und Erzählungen und entwirft zahlreiche Titel- und Umschlagzeichnungen. Auch als Gebrauchsgrafiker tritt er hervor. (G. Flügge, „Reznicek“)

## Sonstiges
Anlässlich einer Ausstellung von Zeichnungen Rezničeks für den Simplicissimus in den Räumen von Georg Hulbe im Hamburger Hof wurde gegen Hulbe durch Rudolf Mönckeberg, den Bruder des Bürgermeisters Mönckeberg, ein Gerichtsverfahren wegen „Erregung eines öffentlichen Ärgernisses“ angestrengt. Dr. Rudolf Mönckeberg kritisierte (vorgeblich?) die Zeichnungen Rezničeks als obszön. Hulbe wurde vom Gericht zu 50 Mark Strafe verurteilt und „rächte“ sich durch ein Steinrelief an seinem neuen Kunstgewerbehaus in der Mönckebergstraße 21, dem Hulbe-Haus. Hulbe muss diesen Vorgang als sehr verletzend und erniedrigend empfunden haben. Er war ein in Hamburg höchst angesehener Kunsthandwerker und Kunstmäzen, der sich Kaiserlicher Hoflieferant nennen konnte und unter anderem sowohl für den Reichstag wie auch für das Hamburger Rathaus die kostbaren Ledertapeten und Ledersitze angefertigt hatte.
Ludwig Thoma, der der Redaktion der Zeitschrift Simplicissimus angehörte, schreibt in seinen Erinnerungen zum Tode Rezničeks:
„... ganz unvermutet kam das Ableben Langens und Rezniceks. Dieser war der typische Österreicher von guter Familie; taktvoll, liebenswürdig, heiter, in Manieren wie im Charakter vornehm. Ich habe ihn nie laut oder heftig gesehen, und ich glaube, er wäre gegen Brutalität völlig hilflos gewesen. Die Grazie, die seinen Zeichnungen auch denen, die herbere Kunst schätzen, wertvoll machte, lag in seinem Wesen. Von den Künstlern, die auch den ‚Simplicissimus‘ und die ‚Jugend‘ bekannt wurden, war er sogleich der populärste, und er ist es geblieben. Daß er, verhätschelt und umworben, von Eitelkeiten völlig frei blieb und ganz und gar nicht zügellos lebte, bewies seinen wirklichen Wert, den nur die anzweifelten, die ihn persönlich nicht kannten. Die Art und das Gegenständliche seiner Kunst veranlaßten manchen Sittenrichter, der sehr unangefochten leben konnte, in dem guten Ferdinand von Reznicek einen Wüstling zu vermuten, und zuweilen wurde ihm dies auch gedruckt unterbreitet. Derlei Vorwürfe verletzten die Ehre der Männer nicht, vielen erscheinen sie so schmeichelhaft, daß sie sie mit diskretem Lächeln entgegen nehmen. Reznicek aber blieb davon unberührt. Er war weder der „verfluchte Kerl‘, noch wollte er es zu sein scheinen.
Ohne Launen, immer aus dem Herzen heraus liebenswürdig, hilfsbereit und empfänglich für jede heitere Stimmung, war er der beste Kamerad, in dessen Gegenwart Mißmut nie aufkommen konnte. Krankheit und Tod lassen den Charakter eines Menschen erst recht erkennen. Alle drei, Wilke, Langen und Reznicek, haben die härteste Prüfung würdig bestanden, und sie sind ohne zweckloses Klagen tapfer gestorben, und die letzten Dinge waren für die Art eines jeden bezeichnend.
Reznicek, der sich in der Klinik operieren lassen wollte, schrieb mir zwei Tage vor seinem Tode, daß er der Sache mit der üblichen Fassung entgegensehe; als dann ein heftiger Blutsturz jede Hoffnung vereitelte, bat er den Arzt, daß er ihm nach dem Ableben das Herz mit einer Nadel durchstechen solle, und er bestellte Grüße an uns alle...“
Ferdinand von Rezniček war mit Frank Wedekind befreundet. In dessen Drama Oaha (1908) tritt Rezniček als Maler mit Namen von Tichatschek auf. Ludwig Thoma, der wegen seiner Standpunkte innerhalb der Redaktion des Simplicissimus umstritten war, sah in Rezniček einen Verbündeten, auch wenn Thoma Rezničeks Arbeiten häufig als „oberflächlich“ bezeichnet hatte. Reznicek ging so weit, im Falle einer Nichternennung Thomas als Redaktionsmitglied dem Verleger Albert Langen mit Kündigung zu drohen.
in dem österreichischen Film Maskerade mit Paula Wessely (1934) ist die Figur des Hofmalers nach dem Vorbild von Ferdinand von Rezniček gestaltet.